# Pierreclos
Pierreclos este o comună în departamentul Saône-et-Loire, Franța. În 2009 avea o populație de 922 de locuitori.

## Evoluția populației
| An        | 1975 | 1982 | 1990 | 1999 | 2006 | 2009 |
| --------- | ---- | ---- | ---- | ---- | ---- | ---- |
| Populație | 715  | 762  | 763  | 812  | 926  | 922  |